# Li Ruicai
Li Ruicai (ur. 29 stycznia 1979) – chiński zapaśnik walczący w stylu wolnym. Brązowy medalista igrzysk Azji Wschodniej w 2001, a także wojskowych MŚ w 2000. Drugi na MŚ juniorów w 1997 roku.